# Гелиос, Иоаннис
Иоаннис Гелиос (греч. Ιωάννης Γκέλιος, нем. Ioannis Gelios; родился 24 апреля 1992 года, Аугсбург, Германия) — греко-немецкий футболист, вратарь турецкого футбольного клуба «Бандырмаспор».

## Клубная карьера
Иоаннис Гелиос — воспитанник «Аугсбурга». За резервную команду дебютировал в матче против «Розенхайма». В матче против того же клуба отстоял свои ворота насухо. В матче против «Виктории Ашаффенбург» получил красную карточку. 17 октября 2017 года получил люмбаго и выбыл на 21 день. Всего за клуб сыграл 117 матчей, где пропустил 145 матчей и сделал 43 «сухаря».
1 июля 2018 года перешёл в «Ганзу». Дебют за клуб состоялся 29 июля в матче 1-го тура против «Энерги». Свой первый матч на ноль провёл в матче против «Айнтрахт Брауншвейга». Всего за клуб сыграл 39 матчей, где пропустил 47 матчей и сделал 11 «сухарей».
1 июля 2019 года перешёл в «Хольштайн» за 300 тысяч евро. Свой первый матч за клуб сыграл в матче против «Ганновер 96». Первый сухой матч провёл в 8-м туре против футбольного клуба «Гройтер Фюрт». Из-за коронавируса пропустил 35 дней. В матче против «Ганновер 96» получил красную карточку на 10-й минуте. Всего за клуб сыграл 70 матчей, где пропустил 99 матчей и отыграл 20 матчей на ноль.
1 июля 2022 года перешёл в «Бандырмаспор». За клуб дебютировал в матче против футбольного клуба «Тузласпор», где Гелиос оставил свои ворота в неприкосновенности.

## Карьера в сборной
За сборную Греции до 21 года сыграл 5 матчей, где пропустил 4 мяча и отыграл столько же матчей на ноль.